# Veliko Širje
Veliko Širje – wieś w Słowenii, w gminie Laško. W 2018 roku liczyła 263 mieszkańców.